# Proclamazione di Pasqua
La Proclamazione di Pasqua, a cui ufficialmente ci si riferisce come la Proclamazione della Repubblica, fu un documento pubblicato dagli Irish Volunteers e dall'Irish Citizen Army durante l'Insurrezione di Pasqua in Irlanda, che scoppiò il 24 aprile, 1916. In essa il Consiglio Militare degli Irish Republican Brotherhood, si denominò "Governo Provvisorio della Repubblica d'Irlanda", proclamò l'indipendenza irlandese dal Regno Unito di Gran Bretagna e Irlanda. La lettura della proclamazione da parte di Padraig Pearse fuori dal General Post Office (quartier generale dell'Insurrezione) in O'Connell Street (all'epoca chiamata Sackville Street), nel centro di Dublino, segnò l'inizio dell'Insurrezione. La proclamazione fu modellata su una simile proclamazione d'indipendenza pubblicata durante la ribellione del 1803 da parte del ribelle irlandese Robert Emmet.

## Il Testo della Proclamazione di Pasqua
Poblacht na hÉireann
Il Governo Provvisorio
della
Repubblica d'Irlanda
Al popolo irlandese

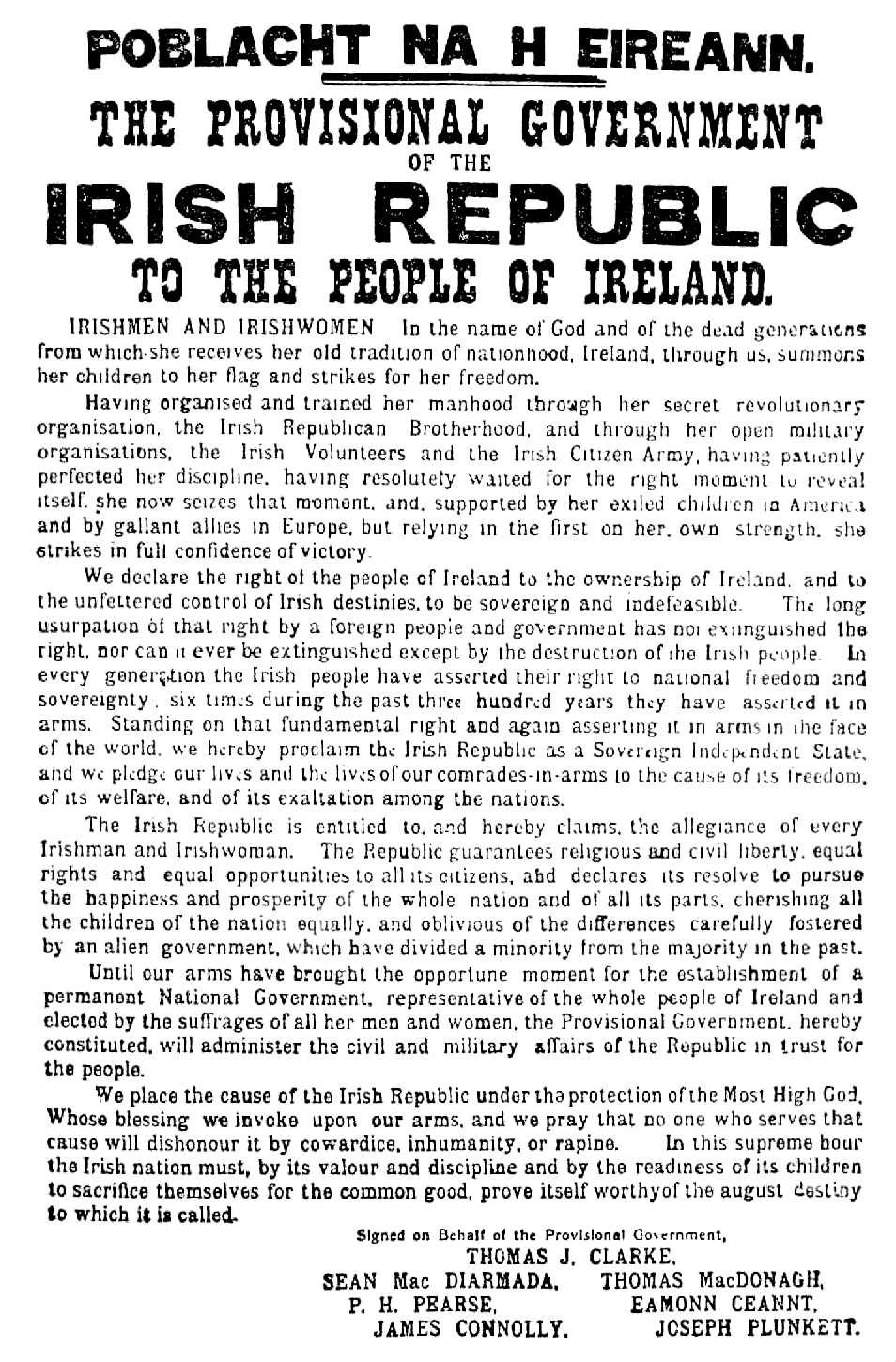
La Proclamazione stilata, ora in mostra al National Museum of Ireland.

UOMINI E DONNE D'IRLANDA: In nome di Dio e delle generazioni morte da cui essa riceve la sua vecchia tradizione di nazionalità, Irlanda, per mezzo nostro, raccoglie i suoi figli sotto la sua bandiera e si batte per la libertà.
Avendo organizzato e preparato la sua popolazione attraverso la sua segreta e rivoluzionaria organizzazione, gli Irish Republican Brotherhood, e attraverso le sue aperte organizzazioni militari, gli Irish Volunteers e l'Irish Citizen Army, avendo pazientemente perfezionato la sua disciplina, avendo aspettato con fermezza il giusto momento per rivelarsi, essa ora afferra quel momento e, supportata dai suoi figli esiliati in America e dai gentili alleati europei, ma facendo affidamendo per prima sulle sue proprie forze, essa si batte, consapevole della sua vittoria.
Proclamiamo il diritto del popolo irlandese al possesso dell'Irlanda, all'illimitato controllo dei destini irlandesi e all'irrevocabile sovranità. La lunga usurpazione di quel diritto da parte di un popolo e un governo straniero non lo ha estinto, non potrà mai essere estinto se non con l'eliminazione dell'intera popolazione d'Irlanda. Di generazione in generazione gli irlandesi hanno rivendicato il loro diritto alla libertà nazionale e alla sovranità: sei volte nei passati trecento anni l'hanno rivendicato con le armi. Basandosi su quel fondamentale diritto e rivendicandolo di nuovo con le armi sulla faccia della terra, con il presente documento proclamiamo la Repubblica d'Irlanda come uno Stato Indipendente e Sovrano, e impegniamo le nostre vite e le vite dei nostri compagni d'armi nella causa delle sue libertà, del suo benessere, e del suo prestigio fra le nazioni.
La Repubblica d'Irlanda è basata sulla, e quindi rivendica, fedeltà di ogni uomo e donna irlandese. La Repubblica garantisce libertà civile e religiosa, uguali diritti e uguali opportunità a tutti i suoi cittadini, e dichiara la sua decisione di perseguire la felicità e la prosperità dell'intera nazione e di tutte le sue parti, curando tutti i figli della nazione in maniera uguale, immemore delle differenze promosse con diligenza da un governo straniero, che ha diviso una minoranza da una maggioranza in passato.
Finché le nostre armi non avranno condotto all'opportuno momento per l'instaurazione di un permanente Governo Nazionale, rappresentativo dell'intera popolazione d'Irlanda ed eletto dal voto di tutti gli uomini e le donne, il Governo Provvisorio, costituito con il presente documento, amministrerà gli affari civili e militari della Repubblica in fiducia della popolazione.
Poniamo la causa della Repubblica d'Irlanda sotto la protezione del Sommo Dio, a Cui chiediamo benedizione per le nostre armi, e preghiamo, affinché nessuno che servi quella causa la disonori con la codardia, inumanità, o violenza. In questa suprema ora la nazione irlandese deve, con il suo valore, la sua disciplina e la prontezza dei suoi figli a sacrificarsi per il bene comune, dimostrarsi degna del maestoso destino al quale è chiamata.

## I firmatari
- Thomas J. Clarke
- Sean MacDiarmada
- Thomas MacDonagh
- Pádraig Pearse
- Eamonn Ceannt
- James Connolly
- Joseph Plunkett